# Pawłowski IV

Herb Pawłowski baron według J.K.Ostrowskiego

Pawłowski IV Baron (Pawłowski IV cz. Leliwa odm.) – czeski herb baronowski, odmiana herbu Leliwa, nadany rodzinie polskiego pochodzenia osiadłej na Śląsku.

## Opis herbu
Juliusz Karol Ostrowski blazonuje herb następująco:
Na tarczy ściętej w polu górnym błękitnym – między dwoma złotymi lwami wspiętymi – półksiężyc złoty z takąż gwiazdą nad rogami; w dolnym dwudzielnym, złotym z prawej – gryf błękitny w lewo, błękitnym z lewej – gryf złoty w prawo. Nad tarczą trzy hełmy ukoronowane, w pierwszym – pół złotego lwa, w drugim – na pawim ogonie półksiężyc z gwiazdą nad rogami, w trzecim pół błękitnego gryfa. Labry błękitne podbite złotem.
Istnieje rozbieżność w nazwie tego herbu u Ostrowskiego – autor w części I swojej książki (wizerunki herbów) nazywa ten herb Pawłowski IV, natomiast w części II (opisy herbów) – Pawłowski III.

## Najwcześniejsze wzmianki
Podług Ostrowskiego herb rodziny polskiego pochodzenia osiadłej na Śląsku w XVI wieku. Tytuł baronów czeskich mieli otrzymać w 1666. Jedna ich gałąź miała znajdować się w pomorskiem.

## Herbowni
Herb ten był herbem własnym, więc przysługiwał tylko jednemu rodowi herbownych:
Pawłowski.